# لوچانو د کرشنزو
لوچانو دِ کرشِنتزو (ایتالیایی: Luciano De Crescenzo) (زاده ۱۸ اوت ۱۹۲۸ - درگذشته ۱۸ ژوئیه ۲۰۱۹) نویسنده، هنرپیشه، فیلمنامه نویس، کارگردان سینما، مهندس و پدیدآور اهل ایتالیا بود. از وی تا به امروز دو کتاب در زمینه تاریخ فلسفه با ترجمه دکتر عباس باقری و توسط نشر چشمه منتشر شده است.